# Wilhelm Eduard Schorn

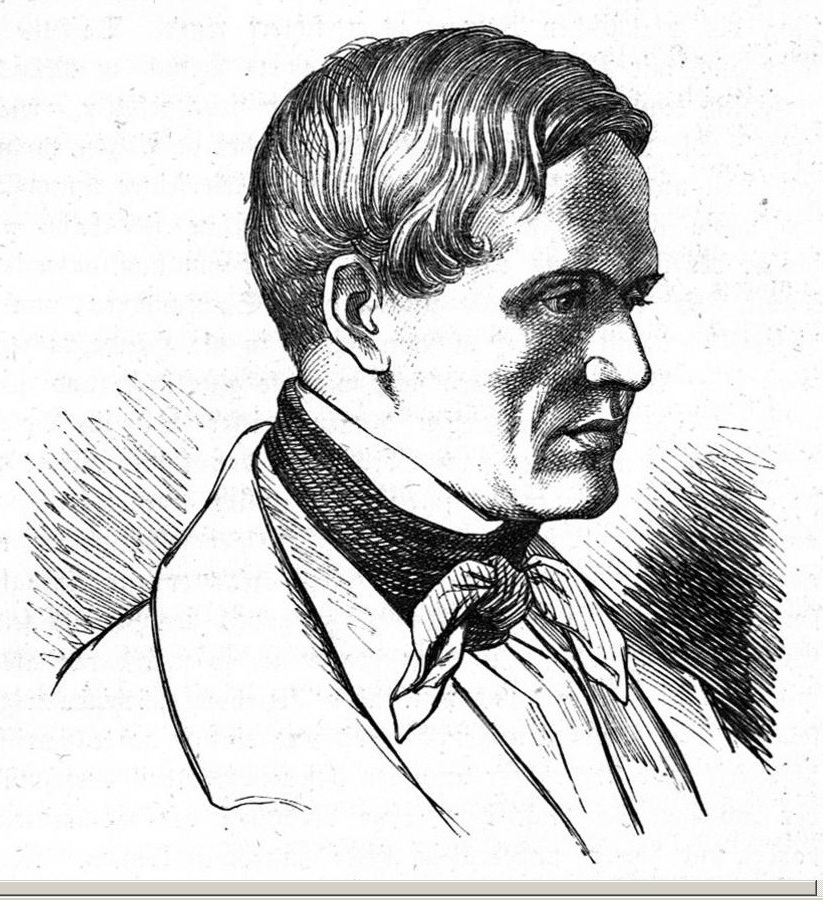
Wilhelm Schorn (1858)

Wilhelm Eduard Schorn (* 28. Juni 1806 in Düsseldorf; † 26. August 1857 in Bonn) war der erste Leiter des Kupferstichkabinetts in Berlin.
Wilhelm Schorn war der jüngste Sohn eines Düsseldorfer Notars, der schon 1825 starb. Seine Mutter war eine Tochter von Josef Brulliot (1739–1827), eines Malers und Inspektors der Galerie in Düsseldorf.
Wilhelm wurde nach dem Tod des Vaters in den Haushalt seines Onkels Franz Brulliot und dessen Ehefrau Josephine von Lajolais gegeben. Der Onkel arbeitete seit 1808 am Kupferstichkabinett in München und wurde 1822 mit dessen Leitung betraut. Mit diesem ging Wilhelm Schorn auch auf Bildungsreisen durch Europa und konnte so andere Kunstsammlungen studieren.
1827 nahm der General-Postmeister von Nagler Schorn in seinen Privatdienst mit dem Auftrag, seine Kunstsammlungen in Berlin zu ordnen. Als sein Bruder Karl 1834 nach Berlin kam, zog Wilhelm mit diesem zusammen. Schorn kam in Bekanntschaft mit Rumohr und trat in fachlichen Briefwechsel mit diesem.
Wegen seiner bisherigen Tätigkeit und Erfahrungen wurde Schorn 1831 als Inspektor und ein Jahr später als Direktor des neu einzurichtenden Kupferstichkabinetts in Berlin eingesetzt. 1835 wurde die v. Naglersche Kupferstichsammlung durch den preußischen Staat aufgekauft, nachdem schon vorher die Sammlungen des Hauptmanns von Derschau, des Diplomaten und Kunstsammlers Wilhelm Heinrich von Lepel (1755–1826) und die des Grafen Pierre Vernède de Corneillan (1754–1827) erworben worden waren. Schorn führte die Bestände zusammen, ordnete sie und stellte sie im Schloss Monbijou der Öffentlichkeit vor.
Schorn lernte auch den Berlin besuchenden Léon de Laborde (1807–1869) kennen und trat mit diesem von 1835 bis 1839 in wissenschaftliche Korrespondenz. 1840 rezensierte er dessen Histoire de la gravure en manière noire im Stuttgarter Kunstblatt.
1848 leitete Schorn den Umzug des Kupferstichkabinetts von Monbijou in das neu dafür errichtete Gebäude und präsentierte die Sammlungen in den neuen Räumlichkeiten.
Als ein langjähriges Herzleiden ihn arbeitsunfähig machte, suchte er bei seinen Verwandten in Bonn Linderung zu finden, starb jedoch einige Monate später dort im Alter von 51 Jahren.